# 한살림당
한살림당(韓薩任黨) 또는 대동당(大同黨)은 조소앙에 의하여 조직된 항일 의혈투쟁단체로 1922년 상해에서 결성되었으며 한당(韓黨)이라고도 불렸다. 한살림당의 최종목표는 제국주의를 타도하고 인류 대동세계를 건설하는 것이었다. 한살림당은 강목에서 제일보로 독립전쟁을 30년, 계급전쟁을 50년 해야 한다고 예상하였다. 이후 아시아에서 사유재산제도를 철폐하고 공유제를 채택하여 아시아 한 살림을 이룬다고 밝혔다.